# Адленд, Беверли
Беверли Элейн Адленд (англ. Beverly Elaine Aadland; 16 сентября 1942, Голливуд — 5 января 2010, Ланкастер) — американская актриса.

## Биография
Родилась в Голливуде в семье Герберта Адленда и его супруги Флоренс (1914—1965). На киноэкранах начала появляться в девятилетнем возрасте в 1951 году. За восемь лет своей карьеры Адленд снялась всего в пяти кинокартинах, среди которых «Юг Тихого океана» (1958) и «Кубинские мятежницы» (1959). На съёмках последнего у неё завязался роман с актёром Эрролом Флинном, который продолжался до его неожиданной смерти в октябре 1959 года в возрасте 50 лет. Их роман лёг в основу фильма «Последний из Робин Гудов» (2013), где роль Адленд исполнила Дакота Фэннинг. После 1959 года актриса не снималась.
В 1960 году у Адленд был роман с Уильямом Станчу, который погиб, случайно выстрелив в себя во время ссоры с ней. В дальнейшем актриса трижды была замужем, родив дочь от последнего супруга, Рональда Фишера. Беверли Адленд умерла в 2010 году от осложнений диабета и застойной сердечной недостаточности в возрасте 67 лет.

## Фильмография
| Год  |   | Русское название             | Оригинальное название | Роль                   |
| ---- | - | ---------------------------- | --------------------- | ---------------------- |
| 1951 | ф | Смерть коммивояжера          | Death of a Salesman   | девочка                |
| 1958 | ф | Слишком много, слишком скоро | Too Much, Too Soon    | блондинка на вечеринке |
| 1958 | ф | Марджори Морнингстар         | Marjorie Morningstar  | танцовщица             |
| 1958 | ф | Юг Тихого океана             | South Pacific         | медсестра              |
| 1959 | ф | Кубинские мятежницы          | Cuban Rebel Girls     | Беверли Вудс           |